# کریزنتیموم (کوکتل)
کریزنتیموم (Chrysanthemum) یک کوکتل کلاسیک است که قدمتش به اوایل قرن بیستم بازمی‌گردد. این نوشیدنی به خاطر ترکیب طعم‌های گیاهی و گلی خود شناخته می‌شود و از ترکیب ورموث خشک، بندیکتین و کمی آبسنث تهیه می‌شود. این کوکتل عطری ظریف و طعمی ملایم دارد و به صورت خنک سرو می‌شود که انتخابی مناسب و شیک برای عاشقان کوکتل‌های کلاسیک است.

## مواد لازم
•	۶۰ میلی‌لیتر ورموث خشک
•	۲۲ میلی‌لیتر بندیکتین
•	۵ میلی‌لیتر آبسنث
•	پیچ پرتقال برای تزئین

## دستور تهیه
1.	ورموث خشک، بندیکتین و آبسنث را داخل یک لیوان مخلوط‌کنی پر از یخ بریزید.
2.	مواد را به خوبی هم بزنید تا خنک شوند.
3.	نوشیدنی را داخل یک گیلاس کوپه سرد شده بریزید.
4.	برای تزئین، از پیچ پرتقال استفاده کنید تا عطری ملایم از مرکبات به آن اضافه کنید.

## طعم
کوکتل کریزنتیموم دارای ترکیب طعمی متعادل با شیرینی ملایم از بندیکتین، طعم‌های گیاهی از آبسنث و پایانی خشک از ورموث است. این کوکتل با طعم‌های پیچیده و لطیف خود تجربه‌ای خاص و متفاوت را برای دوستداران نوشیدنی‌های کلاسیک فراهم می‌کند.